# Scopula voluptaria
Scopula voluptaria är en fjärilsart som beskrevs av Louis Beethoven Prout 1938. Scopula voluptaria ingår i släktet Scopula och familjen mätare. Inga underarter finns listade.